# 飛龍 (爬蟲類)
飛龍屬是翼龍目翼手龍亞目梳頜翼龍超科的一屬，發現於中國遼寧省北票市的義縣組，年代為晚白堊紀的巴列姆階到阿普第階。
2005年，汪筱林等人將化石進行敘述、命名，模式種是楊氏飛龍（F. youngi）。種名是以中國古生物學家楊鍾健為名。飛龍的正模標本（編號：IVPP V-12539）包含一個頭顱骨與下頜。飛龍的特徵是頭顱上有兩個骨質冠飾，一個長而低矮的冠飾位於喙狀嘴上，而另一個位在頭顱後方，而飛龍的上頜長度比下頜長10%，使牠們明顯地咬合不良。而頭後的冠飾短而圓，並可能擁有非骨質延伸物，但已遺失。目前唯一標本的頭顱骨長度為39到40公分，而翼展估計約2.4公尺，使牠們成為大型的基礎翼手龍類。飛龍的頭顱骨與下頜擁有76顆長而彎曲的針狀牙齒，但只位在喙狀嘴的前端。
飛龍的敘述者在2005年提出親緣分支分類法分析，認為牠們與高盧翼龍（等於鵝喙翼龍）的關係最為接近，因此將牠們分類於高盧翼龍科，該科目前為梳頜翼龍超科的一科。梳頜翼龍超科因為牠們眾多、微小的牙齒而著名，可能是用來在水中過濾食物，如同現代的紅鶴。然而，一项2006年的研究顯示，飛龍較接近於鳥掌翼龍超科，這群生物較適應於滑翔。2006年的研究根據這個論點，將飛龍與北方翼龍分類於鳥掌翼龍超科的北方翼龍科。

## 外部連結
- Feilongus in The Pterosaur Database
- Feilongus in The Pterosauria
- A restoration of the skull of Feilongus in The Grave Yard